# 雷阿尔维尔
雷阿尔维尔（法語：Réalville，法語發音：[ʁealvil]），又称雷阿勒维尔，是法国奧克西塔尼大區塔恩-加龙省的一个市镇，属于蒙托邦区。

## 地理
雷阿尔维尔（44°6'53"N, 1°28'46"E）面积25.09 平方千米，位于法国奧克西塔尼大區塔恩-加龙省，该省份为法国西南部内陆省份，北起顺时针与洛特省、阿韦龙省、塔恩省、上加龙省、热尔省和洛特-加龙省接壤。
与雷阿尔维尔接壤的市镇（或旧市镇、城区）包括：阿尔比亚斯、比乌勒、科萨德、凯拉克、米拉贝尔、圣樊尚多泰雅克。

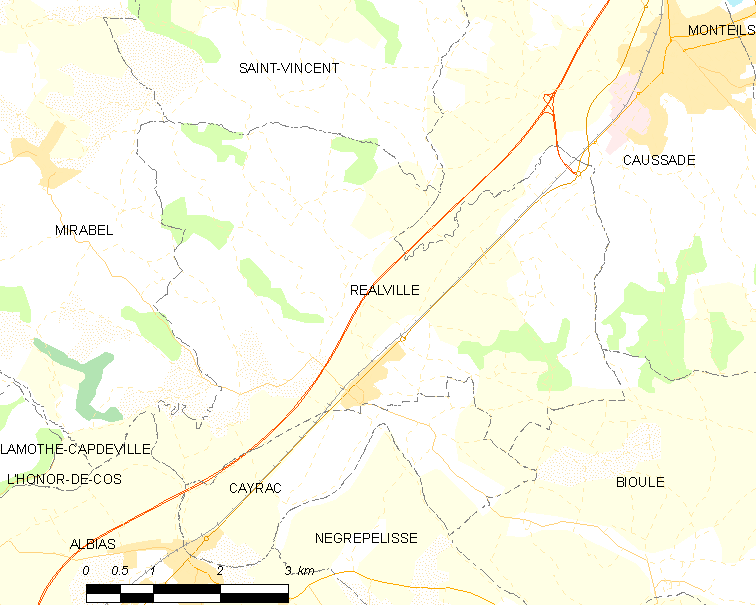
雷阿尔维尔的OSM定位图

雷阿尔维尔的时区为UTC+01:00、UTC+02:00（夏令时）。

## 行政
雷阿尔维尔的邮政编码为82440，INSEE市镇编码为82149。

## 政治
雷阿尔维尔所属的省级选区为凯尔西-阿韦龙县。

## 人口

1962-2008年间雷阿尔维尔人口变化图示

雷阿尔维尔于2022年1月1日时的人口数量为1867人。